# Шарата Ігнат
Ігнат Шарата — сотник Піщанської сотні Переяславського полку в 1727 і 1732 роках, наказний, отаман городовий Піщанський в 1728 і 1731 роках.

## Біографія
Народився в період між 1670 і 1680 рр. Перша згадка в документі за 1718 рік «Присяга на верность наследнику цесаревичу Петру Петровичу»:
«Сотни Пищанской товариство. Курень миский…Игнат Шарата…»
Також зустрічається в наступних архівних документах.
Реестр Переяславського полку 1732 року:
«Козаки можние грунтовие
…Игнат и Петро Шарати — брати на даном дворе розно хати».
Присяга цариці Анні Іоанівні:
«1732 году февраля 9 дня выдение сотни Пищанской козаков, которие на верность ее Императорскому Величеству были в присяге
…Игнат Шарата…»
Відомі діти — Антон (*? — †1767), Мотря (*1711 — †?), Осип (*1713 — †?), Варка (*1731 — †?).
Ігнат Шарата вважається засновником великого козацького роду Шарат, його діти та онуки жили в м. Піщане, а згодом більшість родин переселились в Новоросійську губернію. Зараз пращури Ігната Шарати проживають, в основному, в Кіровоградській, Дніпропетровській і Миколаївській областях.